# 32e armée (Japon)
La 32e armée (第32軍, Dai san-jū-ni gun) est une unité de l'armée impériale japonaise basée à Okinawa durant la Seconde Guerre mondiale.

## Histoire
La 32e armée est créée le 3 mars 1944 dans le cadre des tentatives désespérées de l'empire du Japon d'empêcher les Alliés de débarquer à Okinawa et sur les îles Ryūkyū. Elle compte 77 000 hommes (39 000 dans l'infanterie répartis dans 31 bataillons et 38 000 dans l'artillerie, les blindés, et les infirmiers), en plus de 10 000 hommes de la base navale d'Okinawa et de 42 000 conscrits okinawais. Cependant, la plupart de ces hommes sont des réservistes sous-entraînés, des étudiants conscrits, ou des miliciens. L'armée est annihilée durant la bataille d'Okinawa qui a lieu d'avril à juin 1945.

## Commandement

### Commandants
|   | Nom                                    | De           | À                            |
| - | -------------------------------------- | ------------ | ---------------------------- |
| 1 | Lieutenant-général Masao Watanabe (en) | 22 mars 1944 | 8 août 1944                  |
| 2 | Lieutenant-général Mitsuru Ushijima    | 8 août 1944  | 22 juin 1945 (tué au combat) |

### Chef d'État-major
|   | Nom                            | De             | À                            |
| - | ------------------------------ | -------------- | ---------------------------- |
| 1 | Major-général Kiyoshi Kitagawa | 22 mars 1944   | 8 juillet 1944               |
| 2 | Lieutenant-général Isamu Chō   | 8 juillet 1944 | 22 juin 1945 (tué au combat) |